# Protracheoniscus scythicus
Protracheoniscus scythicus là một loài chân đều trong họ Trachelipodidae. Loài này được Demianowicz miêu tả khoa học năm 1932.